# Kinosterninae
Sous-famille
Les Kinosterninae sont une sous-famille de tortues. Elle a été décrite par Louis Agassiz en 1857.

## Répartition
Les espèces de cette sous-famille se rencontrent en Amérique du Nord, en Amérique centrale et en Amérique du Sud.

## Étymologie
Kinosterninae reprend l'étymologie du genre Kinosternon dont le nom dérive du grec kineo, « qui se déplace », et sternon, « poitrine », en référence au plastron mobile des espèces concernées.

## Description
Les Kinosterninae présentent dix ou onze écailles sur leur carapace, contre sept ou huit chez les Staurotypinae. Contrairement à ces dernières, elles ne possèdent pas d'entoplastron.

## Liste des genres
Selon TFTSG (21 juin 2011) :
- genre Kinosternon Spix, 1824
- genre Sternotherus Bell, 1825

## Publication originale
- Agassiz, 1857 : Contributions to the Natural History of the United States of America. Little, Brown & Co., Boston, vol. 1, p. 1-452 (texte intégral).